# Hedwig Witte
Hedwig Witte (* 5. Juni 1906 in Eltville am Rhein als Hedwig Schmidt; † 20. April 1991 in Kiedrich) war eine deutsche Mundart- und Heimatdichterin.

## Leben

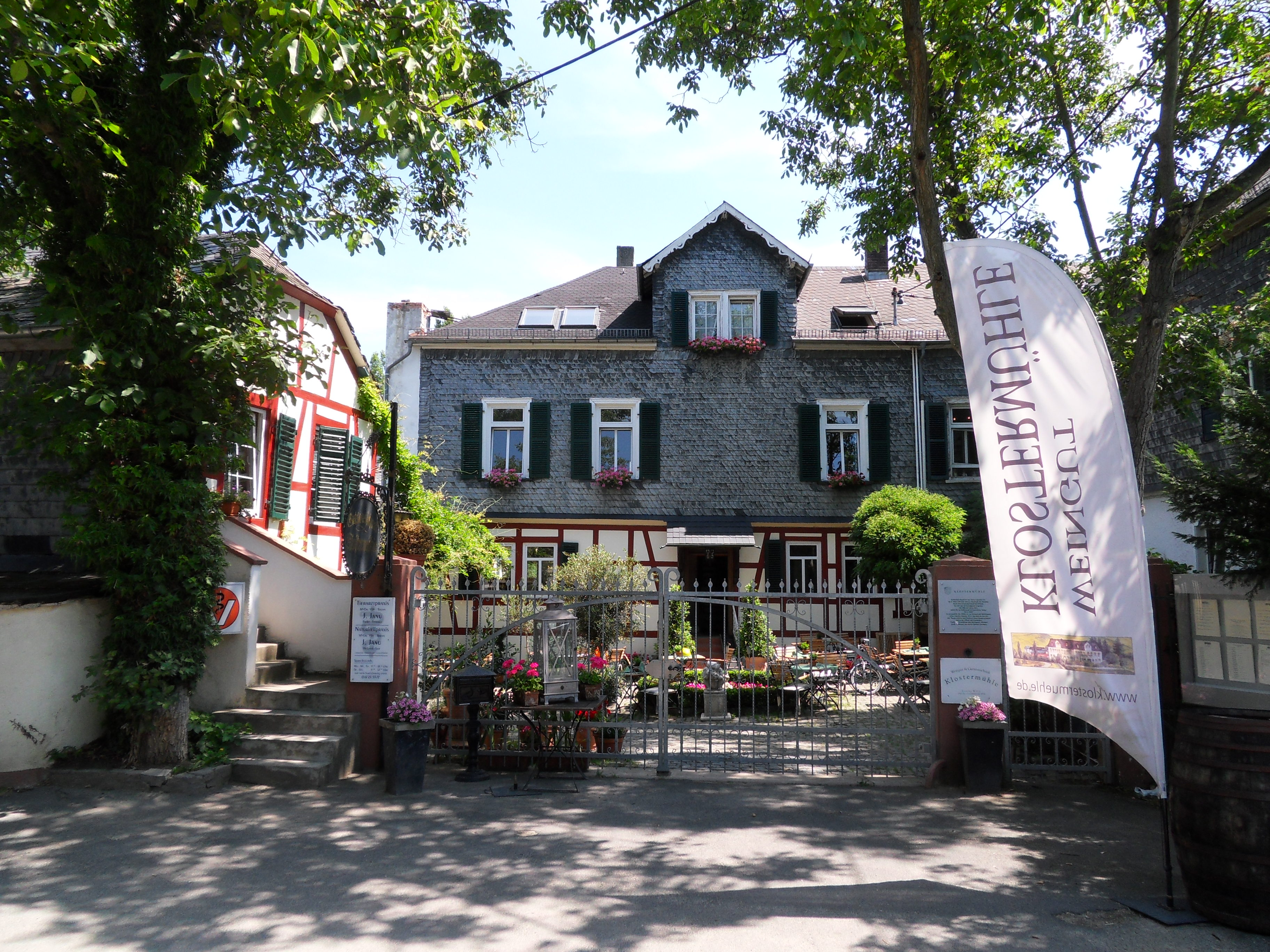
Weingut Klostermühle

Herangewachsen ist Hedwig Schmidt auf der zu Kiedrich gehörenden Klostermühle am Stadtrand von Eltville. Hier betrieb die Familie seit Generationen die frühere Mahlmühle als Weingut mit Weinkellerei und Weinkommission. In diesem Umfeld lernte sie das Leben und Treiben der im Rheingau beheimateten Menschen in Vergangenheit und Gegenwart kennen und setzte es in Dichtung um. Brauchtum und Sprache der Rheingauer zu erhalten und weiterzugeben, namentlich der Winzer, sah sie als Lebensaufgabe an. Verheiratet war sie seit 1933 mit Rudolf Witte und hatte zwei Kinder.
1953 wurde ihr Singspiel „Die Hallgartener Jungfer“ als bestes Hessisches Volksstück ausgezeichnet. Seit Ende der 1950er Jahre beschrieb sie wöchentlich in einer eigenen Kolumne des Wiesbadener Kuriers unter dem Titel „Was gebb eich for mei dumm Gebabbel“ in vollendetem Dialekt als „Euer Lisbethche“ Rheingauer Brauchtum und Anekdoten. 1983 war sie Mitbegründerin des Rheingauer Mundartvereins und leitete ihn als 1. Vorsitzende. Ihre Bücher sind eine Fundgrube für den Volkskundler und Sprachforscher, nicht zuletzt auch für die Weinbauterminologie. Die Liturgie des jährlich in der Basilika von Kloster Eberbach gefeierten Rheingauer Erntedankfestes ist in Text und Gestalt ihr Werk.

## Ehrungen

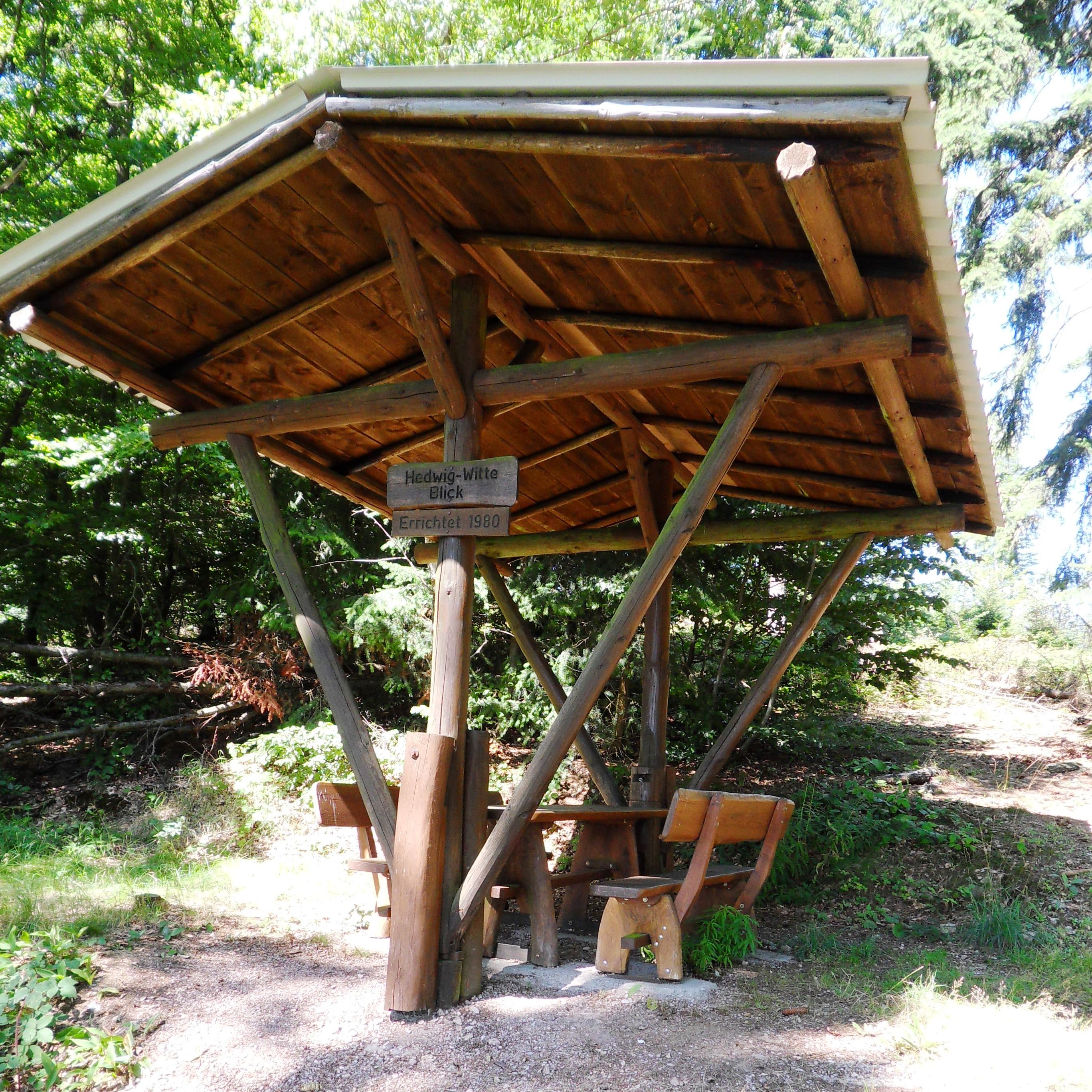
Aussichtspunkt „Hedwig-Witte Blick“ im Kiedricher Gemeindewald

- Verdienstorden der Bundesrepublik Deutschland
- Ehrenbrief des Landes Hessen
- Goldenes Rieslingblatt des Rheingauer Weinbauverbandes
- Kulturplakette der Gemeinde Kiedrich
- Ein Aussichtspunkt oberhalb von Kiedrich wurde „Hedwig-Witte Blick“ benannt

## Werke
- Hessisch wie es nicht im Wörterbuch steht. Societäts-Verlag, Frankfurt 1971, ISBN 3-7973-0206-1 (1991: 6. Auflage)
- Wie uns de Schnawwel steht Ein Wörterbuch rheingau-nassauischer Mundart mit Redensarten, Mundart-Gedichten und Verzeehlcher: Verlag Haag und Herchen, Frankfurt/Main 1978 ISBN 3-88129-159-8 (2. Aufl.)
- Die Traube-Les. Frankfurt 1980
- Das Wunder im Weinfaß. Frankfurt 1981
- Was gebb eich for mei dumm Gebabbel! Mit ausgewählten Beiträgen aus der gleichnamigen Kolumne des Wiesbadener Kurier: Verlag Haag und Herchen, Frankfurt/Main 1981 ISBN 3-8812-9388-4
- E fein Wein’che. Frankfurt 1982
- Der Städtische Weinschenk. Trittenheim 1982
- Wenns im Rheingau Winter wird. Frankfurt 1983
- Berühmte Rheingauer. Frankfurt 1984
- „Wo’s Sträuß’che hängt, werd ausgeschenkt“: ein Wegweiser für Weinfreunde und Schnutedunker entlang der Rheingauer Riesling-Route (mit Hans Ambrosi). Wiesbaden, Verlags-Gruppe Rhein-Main 1989 ISBN 3-920615-33-6 (5. Aufl.)